# Reserva Recreativa Natural Laguna del Diablo
La Reserva Recreativa Natural Laguna del Diablo es un área protegida municipal situada dentro del ejido urbano de la ciudad de Ushuaia en el departamento homónimo, en la provincia de Tierra del Fuego, Antártida e Islas del Atlántico Sur, Argentina. 
Se encuentra ubicada en la posición 54°48′47″S 68°20′40″O / -54.81306, -68.34444, sobre la Ruta nacional 3, que adquiere el nombre de Av. Leandro N. Alem en el ámbito urbano de la ciudad.
Fue declarada como "área de Reserva Recreativa Natural" en el año 1991 por la Ley Territorial Nº 487.Mediante la Ordenanza Municipal N º 5177 del año 2016  la Municipalidad de Ushuaia adhiere a dicha denominación y lo reafirma en su plan de reordenamiento territorial por Ordenanza Municipal Nº 5951 del año 2021. 
La Reserva, que posee 3 hectáreas de superficie, se crea con el objetivo de preservar las características naturales específicas del lugar, ambiente correspondiente a la ecorregión de bosque andino patagónico,que incluye un ecosistema de turberaen el ámbito urbano.
La administración y el control de esta Reserva es responsabilidad de la Municipalidad de Ushuaia.
En época invernal la laguna se congela en su totalidad, por lo que durante muchos años fue utilizada para la práctica del patinaje sobre hielo entre otras actividades recreativas. El Club Andino Ushuaia brindaba el servicio de alquiler de patines en el lugar y realizaba el mantenimiento de la pista de patinaje natural pero en el año 2016 las instalaciones sufrieron un incendio y no se volvió a recostruir. ni a realizar los controles de la seguridad del hielo como para poder patinar en el lugar.